# E-1
E-1 byl americký raketový motor na kapalné pohonné látky vyvinutý v padesátých letech dvacátého století firmou Rocketdyne. Původně byl vyvíjen jako záložní motor pro projekt rakety Titan a poté byl vybrán jako motor prvního stupně rakety Super-Jupiter, ze které se později stal Saturn I. Vývoj byl v roce 1959 zrušen, protože raketa SM-68 Titan byla vybavena motory LR-87 konkurenční firmy Aerojet a pro Saturn I by vybrán slabší motor H-1. NASA však byla s prací firmy Rocketdyne spokojena a udělila jí kontrakt na vývoj motoru F-1 pro Saturn V.
E-1 byl velmi podobný motoru H-1. Oba byly vyvinuty z motoru S-3, používaného na raketách Thor a Jupiter. E-1 však měl přibližně dvojnásobný tah. SM-68 Titan měl mít jeden motor a Saturn I měl být vybaven svazkem čtyř těchto motorů.